# Praga (Czarnogóra)
Praga (cyr. Прага) – wieś w Czarnogórze, w gminie Nikšić. W 2011 roku liczyła 17 mieszkańców.